# 1999 RW215
1999 RW215, também escrito como 1999 RW215, é um objeto transnetuniano que está localizado no cinturão de Kuiper, uma região do Sistema Solar. Este corpo celeste está em uma ressonância orbital de 3:4 com o planeta Netuno. Ele possui uma magnitude absoluta de 8 e, tem um diâmetro estimado com cerca de 111 quilômetros.

## Descoberta
1999 RW215 foi descoberto no dia 7 de setembro de 1999 pelos astrônomos J. X. Luu, D. C. Jewitt e C. A. Trujillo.

## Órbita
A órbita de 1999 RW215 tem uma excentricidade de 0.161 e possui um semieixo maior de 36.463 UA. O seu periélio leva o mesmo a uma distância de 30.627 UA em relação ao Sol e seu afélio a 42.298.